# Georg von Schleinitz

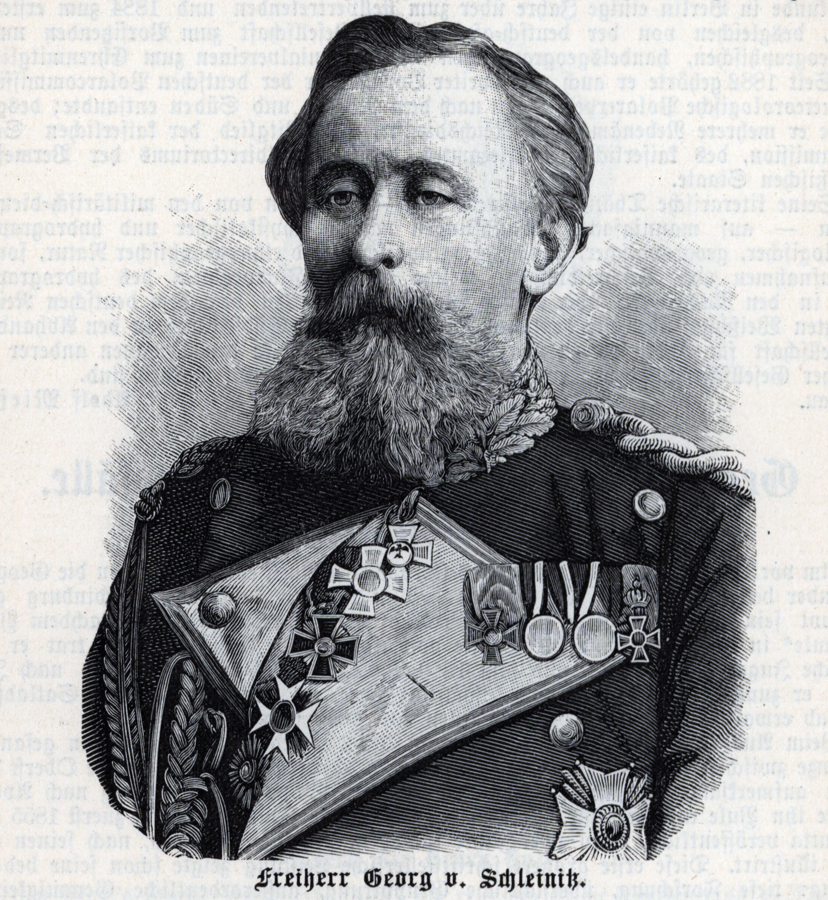
Georg von Schleinitz

Georg Emil Gustav Freiherr von Schleinitz (* 17. Juni 1834 in Bromberg; † 12. Dezember 1910 auf Gut Hohenborn bei Lügde) war ein deutscher Vizeadmiral und erster Landeshauptmann der Neuguinea-Kompanie in der späteren deutschen Kolonie Deutsch-Neuguinea.

## Leben

### Herkunft
Georg war der Sohn des Oberpräsidenten der Provinz Schlesien Johann Eduard von Schleinitz (1798–1869) und dessen erste Ehefrau Johanna, geborene von Hippel (1804–1850). Seine ältere Schwester Marie (* 1830) war mit dem preußischen Generalleutnant Adalbert von Schleinitz (1822–1896) verheiratet.

### Karriere
Schleinitz trat im Alter von elf Jahren 1845 in die preußische Marine ein. 1856 nahm er am Gefecht von Tres Forcas gegen die Rifpiraten teil. 1858 wurde er Leutnant zur See. Als Flaggleutnant des Geschwaderchefs Sundevall machte er zwischen 1860 und 1862 die preußische Expedition nach China, Japan und Siam mit und wurde 1864 als Erster Offizier auf die Gedeckte Korvette Arcona kommandiert. Bald darauf ging er ins Marineministerium als Dezernent und Adjutant.
Im März 1869 wurde Schleinitz Korvettenkapitän und unternahm Ende September 1869 als Kommandant der Arcona eine Reise in das Mittelmeer, um den Kronprinzen von Preußen bei der Eröffnung des Suezkanals zu begleiten. Anschließend ging er nach den Azoren, Westindien sowie Nord- und Südamerika. Mit der erneuten Außerdienststellung Anfang Mai 1871 gab er das Kommando ab. Ab 1871 arbeitete er wieder als Dezernent im Marineministerium bzw. in der 1872 neu geschaffenen Admiralität. Vom 4. Juni 1873 bis 16. September 1873 war er erneut Kommandant der Arcona. Im Sommer 1874 wurde er Kapitän zur See und erhielt den Befehl über die Gedeckte Korvette Gazelle, mit der er eine Reise um die Welt antrat. Hauptziel dieser Reise war die Beobachtung des Venusdurchganges im Dezember 1874 auf den Kerguelen-Inseln sowie Vermessungen und sonstige Forschungen im Bereich des später so genannten Bismarck-Archipels.
Nach seiner Rückkehr im Jahre 1876 wurde Schleinitz Vorstand des Hydrographischen Bureaus, ab Ende 1879 in Hydrographisches Amt umbenannt, der Admiralität und Mitglied des Generaldirektoriums der Vermessungen im preußischen Staat. 1881 machte man ihn zum ständigen Beisitzer des kaiserlichen Oberseeamtes. Er gehörte auch der deutschen Polarkommission an. 1883 wurde er Ehrenmitglied des Vereins für Erdkunde zu Leipzig.
1883 wurde Schleinitz zum Konteradmiral befördert und nahm 1886 unter Verleihung des Charakters als Vizeadmiral seinen Abschied aus der Marine. Vom 10. Juni 1886 bis 1. März 1888 stand er im Dienste der deutschen Neuguinea-Kompagnie, die ihn zum ersten Landeshauptmann in ihrem „Schutzgebiet“, der späteren deutschen Kolonie Deutsch-Neuguinea ernannte. Hier war er der erste Europäer, der Arbeiter von den Inseln des Bismarck-Archipels nach Neuguinea holte. Er ließ wissenschaftliche Expeditionen ausrüsten, unter anderem, um den Fluss Sepik zu erforschen.
Nachdem seine Frau Margot bereits 1887 im Alter von vierzig Jahren an der Malaria gestorben war, musste er selbst 1888 aus Rücksicht auf seine schlechte Gesundheit nach Deutschland zurückkehren, wo er auf seinem Gut Hohenborn bei Bad Pyrmont lebte. Aus Anlass der 450-Jahr-Feier der Universität Greifswald erhielt Schleinitz für seine großen Verdienste an der Erforschung des Meeres als Kommandant der Gazelle am 3. August 1906 die Ehrendoktorwürde eines Dr. phil. verliehen.
Schleinitz starb am 12. Dezember 1910 auf Gut Hohenborn. Sein Grabstein auf dem Friedhof von Lügde trägt einen großen Schiffsanker.
Er war Ehrenmitglied des Thüringisch-Sächsischen Vereins für Erdkunde.
Das Schleinitz-Gebirge auf der Insel Neumecklenburg wurde nach ihm benannt.

### Familie
Schleinitz heiratete in Breslau am 18. Oktober 1865 Klara Rieger (1834–1870). Nach ihrem Tod heiratete er am 19. Juli 1871 Margot von Hippel (1846–1887). Als auch sie verstorben war, heiratete er am 27. November 1888 in Breslau Marie von Beulwitz (1863–1957). Aus den Ehen gingen folgende Kinder hervor:
- Johanna (1866–1943), Stiftsdame in Mosigkau
- Hugold (1868–1946), preußischer Hauptmann ⚭ 1898 Juliane von Lehsten (1880–1925)[6]
- Hans (1873–1914), preußischer Major und Führer des Infanterie-Regiments Landgraf Friedrich I. von Hessen-Cassel (1. Kurhessisches) Nr. 81
- Eleonore (* 1880)
- Ursula (* 1891) ⚭ 1916 Willibald Leser, sächsischer Hauptmann
- Dietrich (* 1892)
- Georg Ulrich (1894–1914), preußischer Leutnant im Braunschweigischen Infanterie-Regiment Nr. 92
- Joachim (1895–1916), preußischer Leutnant im Braunschweigischen Infanterie-Regiment Nr. 92

## Schriften
- Vergleichende Betrachtungen über die Schlachten von Bellealliance und Königgrätz in strategischer und taktischer Beziehung. Mittler & Sohn, Berlin 1876.
- Die Forschungsreise S.M.S. „Gazelle“ in den Jahren 1874 bis 1876 unter Kommando des Kapitän zur See Freiherr von Schleinitz. 5 Teile, Mittler & Sohn, Berlin 1888–1890. (online)